# 密花兰
密花兰（学名：Diglyphosa latifolia）为兰科密花兰属下的一个种。分布于印度东北部、印度尼西亚、马来西亚、巴布亚新几内亚、菲律宾，以及中国的云南和西藏。